# Knoxville Girls
Knoxville Girls est un groupe de punk rock américain, originaire de New York. Les styles abordés par la formation sont assez variés et passent notamment du punk rock, swamp pop, blues rock, au post-punk et punk blues. Après deux albums studio, le groupe se sépare en 2001.

## Biographie
Knoxville Girls est formé en décembre 1998, à New York, comme projet d'anciens membres du groupe local Little Porkchop. Le nom du groupe provient d'une murder ballad traditionnelle de la région des Appalaches, intitulée The Knoxville Girls (« les filles de Knoxville »). The Knoxville Girls est initialement le projet de Jack Teel, frustré de la séparation de Little Porkchop. Martin, qui a joué avec lui dans le groupe décidera d'emménager à La Nouvelle-Orléans. Teel commence quelques enregistrements aux studios Fun House à New York. C'est ici qu'il fait la rencontre de Barry London. Celui-ci connaissait le batteur Bob Bert lorsqu'il jouait avec les Honeymoon Killers; et Bert lorsqu'il jouait avec Pussy Galore,. Kid Congo explique que le groupe « jouait une sorte de… country/no wave, théoriquement. Ca sentait le son new-yorkais, très garage, très rock. »
Les cofondateurs et guitaristes Jerry Teel et Jack Martin se joignent à Kid Congo Powers (ancien guitariste de Congo Norvel), Bob Bert (ancien batteur de Sonic Youth) et Barry London (ancien membre de Stab City) pour l'enregistrement et la publication de leur premier album éponyme, Knoxville Girls, le 14 septembre 1999 au label indépendant In the Red Records. Ils reprendront des chansons de groupes axés rockabilly comme Have You Ever de Charlie Feathers. Ils reprendront également I Feel Better All Over de Johnny Cash et la ballade country He Stopped Loving Her Today de George Jones. 
Le groupe passe l'année 2000 à enregistrer un deuxième album studio. Ce dernier, intitulé In a Paper Suit, est publié le 27 février 2001, toujours au label indépendant In the Red Records. L'album est, dans son ensemble, bien accueilli par la presse spécialisée,,. Le groupe cesse ses activités la même année.

## Membres
- Bob Bert - batterie (Sonic Youth, Pussy Galore)
- Jerry Teel - chant, guitare (Boss Hog, Little Porkchop)
- Kid Congo Powers - chant, guitare (Gun Club, Cramps)
- Jack Martin - guitare (Little Porkchop, Blackstrap Molasses Family)
- Barry London - orgue (Stab City)

## Discographie
- 1999 : Knoxville Girls
- 2001 : In a Paper Suit